# Episodi di NCIS - Unità anticrimine (tredicesima stagione)
La tredicesima stagione della serie televisiva NCIS - Unità anticrimine è stata trasmessa in prima visione assoluta negli Stati Uniti d'America da CBS dal 22 settembre 2015 al 17 maggio 2016.
In Italia la prima parte della stagione è stata trasmessa in prima visione assoluta dal 31 gennaio al 22 maggio 2016 su Rai 2. La seconda parte, sempre in prima visione su Rai 2, dal 4 settembre al 13 novembre 2016.
È l'ultima stagione per Michael Weatherly nel ruolo dell'agente speciale Anthony DiNozzo.
| nº | Titolo originale     | Titolo italiano                      | Prima TV USA      | Prima TV Italia   |
| -- | -------------------- | ------------------------------------ | ----------------- | ----------------- |
| 1  | Stop the Bleeding    | Tra la vita e la morte               | 22 settembre 2015 | 31 gennaio 2016   |
| 2  | Personal Day         | Lavoro di squadra                    | 29 settembre 2015 | 7 febbraio 2016   |
| 3  | Incognito            | Incognito                            | 6 ottobre 2015    | 14 febbraio 2016  |
| 4  | Double Trouble       | Problema doppio                      | 13 ottobre 2015   | 21 febbraio 2016  |
| 5  | Lockdown             | Isolamento                           | 20 ottobre 2015   | 28 febbraio 2016  |
| 6  | Viral                | Emulazioni                           | 27 ottobre 2015   | 6 marzo 2016      |
| 7  | 16 Years             | Analisi fasulle                      | 3 novembre 2015   | 13 marzo 2016     |
| 8  | Saviors              | Angeli sulla Terra                   | 10 novembre 2015  | 20 marzo 2016     |
| 9  | Day in Court         | Voglio un giusto processo            | 17 novembre 2015  | 3 aprile 2016     |
| 10 | Blood Brothers       | Il trapianto                         | 24 novembre 2015  | 10 aprile 2016    |
| 11 | Spinning Wheel       | Il treno della vita                  | 15 dicembre 2015  | 17 aprile 2016    |
| 12 | Sister City (Part I) | Incontro a New Orleans (prima parte) | 5 gennaio 2016    | 24 aprile 2016    |
| 13 | Déjà Vu              | Un vecchio caso per Bishop           | 19 gennaio 2016   | 8 maggio 2016     |
| 14 | Decompressed         | Decompressione                       | 9 febbraio 2016   | 22 maggio 2016    |
| 15 | React                | Il rapimento                         | 16 febbraio 2016  | 4 settembre 2016  |
| 16 | Loose Cannons        | Schegge impazzite                    | 23 febbraio 2016  | 6 settembre 2016  |
| 17 | After Hours          | Lavoro no stop                       | 1º marzo 2016     | 11 settembre 2016 |
| 18 | Scope                | Una ragione per vivere               | 15 marzo 2016     | 18 settembre 2016 |
| 19 | Reasonable Doubts    | In cerca di un padre                 | 22 marzo 2016     | 25 settembre 2016 |
| 20 | Charade              | Farsa                                | 5 aprile 2016     | 2 ottobre 2016    |
| 21 | Return to Sender     | Rispedito al mittente                | 19 aprile 2016    | 16 ottobre 2016   |
| 22 | Homefront            | Fronte interno                       | 3 maggio 2016     | 23 ottobre 2016   |
| 23 | Dead Letter          | Lettera morta                        | 10 maggio 2016    | 6 novembre 2016   |
| 24 | Family First         | La famiglia innanzitutto             | 17 maggio 2016    | 13 novembre 2016  |

## Tra la vita e la morte
- Titolo originale: Stop the Bleeding
- Diretto da: Tony Wharmby
- Scritto da: Gary Glasberg e Scott Williams

### Trama
Gibbs, dopo essere stato gravemente ferito, lotta tra la vita e la morte mentre Tony e Joanna cercano di fermare il gruppo de "I Chiamati" guidato da Daniel Budd che, alla fine, viene ucciso da Tony in Cina.

## Lavoro di squadra
- Titolo originale: Personal Day
- Diretto da: Terrence O'Hara
- Scritto da: Gina Lucita Monreal

### Trama
Gibbs e il team collaborano con l'agente della DEA Luis Mitchell per un caso che coinvolge un trafficante di droga. Durante le indagini DiNozzo scopre però che esiste un particolare legame fra Gibbs e l'agente Mitchell. Mitchell è il figlio dell'agente di scorta che aveva in custodia Shannon e Kelly.

## Incognito
- Titolo originale: Incognito
- Diretto da: Tony Whitmore Jr.
- Scritto da: George Schenck e Frank Cardea

### Trama
Una vecchia conoscenza del team, il Maggiore Sussex Newton, viene trovato morto apparentemente per un incidente mentre faceva jogging, ma Gibbs, che era stato contattato dal Maggiore il giorno prima, non crede che sia morto davvero in quel modo. Il team inizia dunque a indagare e le indagini porteranno McGee e Bishop ad andare sotto copertura fingendosi una coppia di sposi.

## Problema doppio
- Titolo originale: Double Trouble
- Diretto da: Dennis Smith
- Scritto da: Christopher J. Waild

### Trama
Il direttore Vance ritorna agente sul campo poiché la morte di un marine sembra essere legata al suo ultimo caso da agente speciale. Inoltre, il direttore sembra coinvolto in un secondo omicidio e il segretario della Marina comincia a pensare di porre fine all'incarico di Leon. Nel finale, il direttore Vance viene ferito e il segretario organizza una conferenza stampa. Quando Vance e Gibbs tornano dalla conferenza, DiNozzo e gli altri sono ansiosi di sapere cosa ha deciso il segretario. Vance comunica di essere ancora al comando dell'NCIS.

## Isolamento
- Titolo originale: Lockdown
- Diretto da: Bethany Rooney
- Scritto da: Steven D. Binder

### Trama
Abby rimane intrappolata in un laboratorio farmaceutico in seguito a un allarme ebola, poi rivelatosi falso.
L'analista forense dovrà trovare il modo di chiedere aiuto a Gibbs e anche di sventare il piano di un gruppo di ladri, i veri responsabili dell'allarme.

## Emulazioni
- Titolo originale: Viral
- Diretto da: Rocky Carroll
- Scritto da: Jennifer Corbett

### Trama
Viene rinvenuto il corpo di un marine e la squadra indaga per capire se il morto sia stato vittima del pericoloso killer dei tre stati o di un emulatore.
Nel mentre Jake, a Dubai viene coinvolto in un attentato; per fortuna si salva

## Analisi fasulle
- Titolo originale: 16 Years
- Diretto da: Mark Horowitz
- Scritto da: Brendan Fehily

### Trama
La squadra indaga sull'omicidio di un marine che porterà a riaprire un caso di sedici anni prima. A collaborare con il team saranno Gli Sherlocks, un gruppo di investigatori segreti di cui fa parte anche il dottor Mallard.

## Angeli sulla Terra
- Titolo originale: Saviors
- Diretto da: Tony Wharmby
- Scritto da: Scott Williams

### Trama
Un gruppo di medici senza frontiere di stanza in Sudan del Sud viene attaccato. Vengono rinvenuti tre cadaveri e due medici risultano scomparsi. Il team inizia subito le indagini e Tony scopre che la moglie di uno dei medici rimasti coinvolti nell'attacco è Jeanne Benoit, sua ex fidanzata e figlia del trafficante d'armi noto come La Grenouille, sedotta da lui su ordine del precedente direttore dell'NCIS Jennifer Shepard. L'incontro è molto sconvolgente per Tony in quanto, durante la sua missione, si era fortemente innamorato della ragazza.
Le indagini proseguono e McGee, DiNozzo e Jeanne stessa si recano in Sudan per salvare i medici scomparsi fra i quali si trova il marito di quest'ultima. Gibbs non segue la squadra in quanto viene colto da un malore improvviso che lo porta ad avere un confronto con il dottor Taft, l'uomo che gli ha salvato la vita dopo l'attentato. Gli agenti arrivati in Sudan seguono le tracce dei medici scomparsi, riuscendo infine a salvarli e a eliminare coloro che li avevano rapiti. Durante il viaggio di ritorno Tony e Jeanne si chiariscono definitivamente, chiudendo una ferita rimasta aperta per quasi dieci anni nel cuore di entrambi.

## Voglio un giusto processo
- Titolo originale: Day in Court
- Diretto da: Dennis Smith
- Scritto da: George Schenck e Frank Cardea

### Trama
La squadra indaga sull'omicidio di una donna che viene portato da un marinaio alla corte marziale. Il caso porterà Tony al suo vecchio ufficio di Baltimora. Nel frattempo Bishop, vedendo il cambiamento del marito, dopo essere scampato all'attentato a Dubai, crede che sia indagato per una fuga di notizie all'interno dell'NSA. Jake confessa poi di essere cambiato perché ha una relazione. Bishop profondamente turbata e ferita decide di lasciare il team per fare ritorno a casa sua, in Oklahoma.

## Il trapianto
- Titolo originale: Blood Brothers
- Diretto da: Arvin Brown
- Scritto da: Jennifer Corbett, (Gary Glasberg & Jennifer Corbett soggetto)

### Trama
Una famiglia composta da persone che hanno dedicato la propria vita alla patria piano piano viene uccisa in azione. Uno dei due fratelli ancora in vita è ammalato di leucemia e per questo l'NCIS si mette in cerca del fratello scomparso dopo una lite in famiglia, perché si crede che sia l'unico donatore di midollo osseo compatibile. Bishop dall'Oklahoma cerca vari donatori possibili, trovandone uno. Questo donatore è un carcerato che è disposto a donare il midollo solo in cambio di un accordo. Il fratello viene trovato ma si scopre che non è compatibile, quindi Bishop si reca in prigione e dopo un lungo discorso il detenuto si convince a donare il midollo.
Bishop decide di rientrare nella squadra a tempo pieno.

## Il treno della vita
- Titolo originale: Spinning Wheel
- Diretto da: Terrence O'Hara
- Scritto da: Steven D. Binder

### Trama
Ducky deve confrontarsi con il suo passato e raccontare alla squadra di suo fratello, che fu portato via da lui dalla madre. Scoperto che in realtà era ancora vivo, a fine episodio Ducky trova suo fratello in una clinica per malati di Alzheimer.

## Incontro a New Orleans (prima parte)
- Titolo originale: Sister City (Part I)
- Diretto da: Leslie Libman
- Scritto da: Christopher J. Waild

### Trama
Lo schianto di un aereo su cui viaggiava il fratello di Abby e da cui non sembra essere sopravvissuto nessuno, porterà il team di Gibbs a unirsi a quello di Pride a New Orleans in un'indagine che presto diverrà più complicata del previsto.
- Nota. Questa è la prima parte di un crossover che si conclude nell'episodio Incontro a New Orleans (seconda parte) della serie NCIS: New Orleans.

## Un vecchio caso per Bishop
- Titolo originale: Déjà Vu
- Diretto da: Rocky Carroll
- Scritto da: Matthew R. Jarrett e Scott J. Jarrett

### Trama
Il team indaga sulla morte di un marine che doveva rilasciare un'importante testimonianza quando scopre l'esistenza di un traffico di esseri umani.

## Decompressione
- Tirolo originale: Decompressed
- Diretto da: Tom Wright
- Scritto da: Brendan Fehily

### Trama
Un uomo viene assassinato in una camera di decompressione e il suo corpo dovrà rimanere all'interno con i suoi colleghi (tutti sospettati) per dare il tempo all'NCIS di risolvere il caso, dall'esterno della camera.

## Il rapimento
- Titolo originale: React
- Diretto da: Bethany Rooney
- Scritto da: Jennifer Corbett

### Trama
Il team deve collaborare con l'FBI in seguito al rapimento della figlia di Sarah Porter, Segretario della Marina.

## Schegge impazzite
- Titolo originale: Loose Cannons
- Diretto da: Alrick Riley
- Scritto da: Scott Williams

### Trama
Mentre Gibbs continua la sua terapia con il dottor Taft, il team si trova a dover risolvere un omicidio, legato al furto di una fornita scorta di fucili. Le indagini porteranno DiNozzo a incrociare nuovamente la sua strada con Jeanne Benoit, in quanto il principale sospettato è un uomo legato al trafficante La Grenouille, padre di Jeanne. Risolto il caso Tony cerca un chiarimento con la ragazza che gli chiede di uscire per sempre dalla sua vita, così da permetterle di essere felice.

## Lavoro no stop
- Titolo originale: After Hours
- Diretto da: Terrence O'Hara
- Scritto da: Cindi Hemingway

### Trama
Un caso che sembra risolversi troppo semplicemente, porterà ogni membro del team a ripensare ai dettagli della scena del crimine. E così ognuno passerà l'intera notte a lavorare per risolvere realmente il caso.

## Una ragione per vivere
- Titolo originale: Scope
- Diretto da: Tony Wharmby
- Scritto da: Gary Glasberg e Gina Lucita Monreal

### Trama
In Iraq una coppia di americani viene uccisa da un cecchino con un fucile militare di estrema precisione rubato a un cecchino statunitense poco prima. Gibbs aiuta molto il cecchino ferito nello scontro e senza una gamba, perché per primo ha vissuto tutto ciò. Alla fine Gibbs, grazie alle sue abilità di cecchino riesce a uccidere il cecchino iraniano e a salvare il cecchino statunitense, e l'episodio termina con la band dell'ospedale dei feriti di guerra, tra i quali il cecchino, che cantano l'Halleluja di Leonard Cohen.

## In cerca di un padre
- Titolo originale: Reasonable Doubts
- Diretto da: Thomas J. Wright
- Scritto da: George Schenck e Frank Cardea

### Trama
Una misteriosa ragazza avvicina DiNozzo Senior affermando di essere sua figlia. Durante le indagini Tony scoprirà che la ragazza è una ex marine gravemente ammalata che non ha nulla a che fare con suo padre, ma fra i due si instaurerà un rapporto di affetto.
- Guest star: Robert Wagner (Anthony DiNozzo senior)

## Farsa
- Titolo originale: Charade
- Diretto da: Edward Ornelas
- Scritto da: Brendan Fehily

### Trama
Una serie di falsi Tony ricattano alcuni senatori. Il team dovrà far fronte a questa eccezionale realtà e DiNozzo cercherà di capire chi si cela dietro a questa farsa.

## Rispedito al mittente
- Titolo originale: Return to Sender
- Diretto da: Leslie Libman
- Scritto da: Christopher J. Waild

### Trama
Quando una guardia carceraria britannica viene trovata morta in un container, la squadra lavora con Fornell per rintracciare i due prigionieri che hanno utilizzato il container per evadere, uno dei quali è Jacob Scott, un ex spia dell'MI6 arrestata da Tom Morrow. Nel frattempo, McGee e Bishop cercano di capire come Tony sia riuscito a comprare il suo appartamento. Gibbs e Fornell, sapendo che Scott vuole vendicarsi, arrivano a casa di Morrow e lo trovano morto nel suo studio, dopo che qualcuno gli aveva sparato in testa.

## Fronte interno
- Titolo originale: Homefront
- Scritto da: Dennis Smith
- Diretto da: Gina Lucita Monreal e Jennifer Corbett

### Trama
Dopo la morte di Tom Morrow, il direttore Vance segue una pista avuta da DiNozzo, che è attualmente in Russia per rintracciare Jacob Scott. Vance e l'agente Fornell si recano a Londra per trovare Jessica Terdei, un'agente MI6 in pensione coinvolta nell'Operazione Juniper Strike. Nel frattempo, Gibbs e il resto della sua squadra indagano sull'effrazione avvenuta nella casa di un marine, che è stata fermata da suo figlio adolescente, ma in seguito sospettano che il figlio possa nascondere qualcos'altro. La First Lady Michelle Obama fa la sua apparizione a sostegno dell'organizzazione "Joining Forces". L'episodio si conclude con Fornell gravemente ferito dopo un agguato a casa di Gibbs.

## Lettera morta
- Titolo originale: Dead Letter
- Diretto da: James Whitmore Jr.
- Scritto da: Steven D. Binder

### Trama
Mentre Fornell è in gravi condizioni e lotta in bilico fra la vita e la morte, alla squadra di Gibbs vengono affiancati Tess Monroe dell'FBI e Clayton Reeves dell'MI6 per aiutarli a concludere l'indagine legata a Trent Kort, che avrà un epilogo doloroso per tutti e per Tony in particolare.
- Nota. In quest'episodio vengono introdotti i personaggi di Clayton Reeves e Tess Monroe, rispettivamente interpretati da Duane Henry e Sarah Clarke, che sarebbero dovuti diventare membri fissi del cast dalla stagione successiva per rimpiazzare Michael Weatherly (interprete fin dalla prima stagione di Anthony DiNozzo). Tuttavia solamente Reeves venne confermato, mentre l'agente Monroe (personaggio accolto negativamente dal pubblico e dalla critica) venne accantonato dopo il termine della stagione e rimpiazzato a sua volta da Alexandra "Alex" Quinn, interpretata da Jennifer Esposito.

## La famiglia innanzitutto
- Titolo originale: Family First
- Diretto da: Tony Wharmby
- Scritto da: Gary Glasberg e Scott Williams

### Trama
Dopo l'attacco alla fattoria di Eli David e la presunta morte di Ziva David, Tony è lasciato a ripercorrere la propria vita, mentre il resto della squadra continuerà a dare la caccia al fuggitivo Trent Kort, responsabile del bombardamento sulla fattoria. Si dice che ci sia un sopravvissuto all'attacco, ma non si tratta di Ziva, forse deceduta. Tony, devastato, scopre di avere una figlia, Tali, avuta da Ziva. Alla fine la squadra riesce a fermare Kort, incluso Tony, e, tutti insieme, lo uccidono per vendicare Ziva. Tony decide di lasciare l'NCIS, poiché, ora che si è scoperto padre ed è l'unico genitore nella vita di Tali, non può più permettersi di fare un lavoro che gli fa rischiare quotidianamente la vita.